# Béat Fidèle Antoine Jean Dominique de La Tour-Châtillon de Zurlauben
Pour les articles homonymes, voir Zurlauben.
 (décembre 2023).
Si vous disposez d'ouvrages ou d'articles de référence ou si vous connaissez des sites web de qualité traitant du thème abordé ici, merci de compléter l'article en donnant les références utiles à sa vérifiabilité et en les liant à la section « Notes et références ».
Béat Fidèle Antoine Jean Dominique de La Tour-Châtillon de Zurlauben, né le 4 août 1720 à Zoug, où il est mort le 13 mars 1799, est un militaire et historien suisse.
Fils de Béat Louis de la Tour-Châtillon de Zurlauben, il fut lieutenant général des armées françaises, conseiller du roi, associé libre de l'Académie royale des inscriptions et belles-lettres (en 1750), membre extraordinaire de la société d'histoire naturelle de Zurich et de celle des Arcades de Rome.

## Biographie
Admis au nombre des gentilshommes pensionnaires au collège des Quatre-Nations, il fut confié à Charles Rollin, qui était l'ami intime du général Béat François Placide de la Tour-Châtillon de Zurlauben, son oncle. Après avoir terminé ses études, il fit, dans le régiment de Zurlauben, les campagnes en Flandre et sur le Rhin, depuis 1742. Il se distingua comme commandant de la première compagnie aux batailles de Fontenoy et de Raucoux, aux sièges de Tournai, d'Audenarde et de Maestricht. Nommé, en 1748, brigadier des armées du roi, il obtint une compagnie dans le régiment de Zurlauben, en survivance de son oncle, colonel du régiment. En 1762, il défendit avec sa brigade les retranchements de Melsungen, sur la Fulde, et repoussa avec bravoure des attaques renouvelées pendant trois jours. En 1780, il obtint son congé avec le grade de lieutenant général, la croix de commandeur de Saint-Louis et une pension de douze mille livres.
Il se retira dans une maison de campagne qu'il avait près de Zoug, afin de se livrer à l'étude de l'histoire et des antiquités de sa patrie. C'est dans cette paisible retraite qu'il mourut à l'âge de 79 ans. Avec lui s'éteignit la descendance mâle de l'ancienne famille des Zurlauben.
Déjà, presque au sortir de ses études, il avait composé, sans doute sous la direction de son oncle, une histoire militaire des Suisses, qu'il annonça en 1749 et qu'il publia sous le titre Histoire militaire des Suisses au service de la France, avec les pièces justificatives dédiée à S. A. R, Mgr de Dombes, colonel général des Cent-Suisses et Grisons, Paris, 1751 à 1753, 8 vol. in-12. Il y fait connaître l'ancienne constitution de la république helvétique, la position géographique et topographique des cantons et de leurs alliés, et donne ensuite l'histoire de la république, depuis son origine jusqu'en 1450. Il expose, selon l'ordre chronologique, les capitulations passées entre la France et la nation helvétique, ce qui le conduit à son sujet, qui est l'histoire des troupes suisses au service de la France. Après avoir dit ce qu'est un colonel général des Suisses et Grisons, il en explique les prérogatives et donne une notice sur les princes et sur les seigneurs qui en ont été revêtus. Puis il entre dans les mêmes détails sur le régiment des gardes suisses et sur les officiers supérieurs de ce corps. De là il passe aux régiments que les capitaines des gardes suisses ont levés ou possédés en propriété, et fait voir à quelles batailles, à quelles actions et à quels sièges ou événements de guerre ces corps ont pris part, quels officiers ou soldats se sont particulièrement distingués depuis le premier traité passé avec la France. À la fin de son ouvrage, l'auteur donne le recueil des ordres du jour, des brevets et lettres que les rois de France ont accordés pour récompenser la bravoure, le dévouement, la fidélité et les services des gardes et régiments suisses. Tous ces détails sont accompagnés de l'indication des ouvrages ou des archives dans lesquels l'auteur a puisé.
Zurlauben n'avait rien de ce qui plait en société. Il avait dans le maintien et dans l'esprit une gaucherie que la vie militaire n'avait pu modifier ; aussi mademoiselle de Lussan disait-elle de lui qu'il était « une bibliothèque immense, dont le bibliothécaire était un sot ». Zurlauben se montra l'un des ennemis les plus acharnés du duc de Choiseul, qui avait conservé, après sa retraite du ministère, la dignité de colonel des Suisses et Grisons. Il fit même un voyage dans sa patrie pour déterminer les cantons à demander un autre général, mais il ne réussit pas.

## Publications
- La Science du général d'armée, par Onosander, traduit du grec, Paris, et inséré à la suite de l'édition grecque d'Onosander, par Schwebel, Nuremberg, 1761. in-fol°.
- Mémoires et lettres de Henri, duc de Rohan, sur la guerre de la Valteline, publiés pour la première fois et accompagnés d'observations historiques, Genève/Paris, 1758, 3 vol. in-12.Cette édition est précédée d'une préface avec une notice sur le duc de Rohan. L'auteur le défend contre les reproches qui lui ont été adressés comme militaire. À la fin se trouvent sur la famille de Rohan des détails d'autant plus curieux que Zurlauben n'affirme jamais rien qui ne soit appuyé sur d'imposantes autorités.
- Code militaire des Suisses, pour servir de suite à l'Histoire militaire des Suisses au service de la France, Paris, 1758-1764, 4 vol. in-12.
- Principes du droit public d'Allemagne, par Johann Jacob Mascov, traduits du latin Jo. Jac. Mascovii Principia juris publici Imperii Romano-Germanici ex ipsis legibus actisque publicis eruta et ad usum rerum accommodata en français, Paris.
- (de) Histoire diplomatique des commanderies de l'ordre de Saint-Lazare à Seedorf et Gefenn, en Suisse, 1769, in-fol°.
- Différentes pièces du Theuerdank, poème héroïque, appartenant aux anciens temps de la poésie allemande, traduites en français, avec des remarques, Paris, 1776.
- Bibliothèque militaire, historique et politique, Paris, vol. in-12, avec figures. L'auteur y a de nouveau inséré la Science du général d'armée, par Onosander.
- Mémoires sur l'origine de l'auguste maison de Habsbourg-Autriche, en français et en latin, Baden 1760, in-4°. Cet ouvrage se trouve aussi à la fin du traité diplomatique intitulé Charla qua probatur Adalbertum atavum imperatoris Rodolphi Ier fuisse IVerneri comitis ab Hapsburg filium.
- Lettre sur Guillaume Tell, adressée au président Hénault, Paris, 1767, in-12 de 60 pages.Dans ce petit ouvrage consacré à la gloire dû fondateur de la liberté helvétique, Zurlauben présente l'historique du grand événement auquel présida Guillaume Tell, et sur lequel la tragédie de Lemierre venait de fixer l'attention publique. Il cite toutes les autorités qui le constatent et réfute l'opinion des critiques qui voulaient le faire révoquer en doute.
- Table généalogique des maisons d'Autriche et de Lorraine et leurs alliances avec la maison de France, Ibid., in-8°
- Jean-Benjamin de La Borde (codir.), Tableaux topographiques, pittoresques, physiques, historiques, moraux, politiques et littéraires de la Suisse, Ibid., Paris, 1780 à 1786, vol. grand in-fol°., avec 420 gravures coordonnées par Clément-Pierre Marillier et François-Denis Née, représentant les vues les plus remarquables de la Suisse, réimprimés sous le titre Tableaux de la Suisse, où Voyage pittoresque fait dans les treize cantons du corps helvétique, Ibid., 1784 à 1788, vol. in-4°.Il en parut une troisième édition, vol., in-4°, mais sans gravures.
- Le Soleil adoré par les Taurisques sur le mont Gothard, Zurich, 1782, in-4°
- Mémoire sur l'inscription d'une colonne militaire au bourg de Saint-Pierre-Montjoux, en Valais, Ibid., in-fol°.
- (de) Mémoire sur les Alpes pennines et sur le dieu Pennin ou Pœninus, avec vingt et une inscriptions inédites en l'honneur du dieu Pennin, sur le sommet du mont Pennin ou du grand Saint-Bernard, trouvées dans le temple de ce dieu, Ibid.
- (de) Mémoire sur deux documents passés sous Rodolphe II, roi de Bourgogne, ayant rapport à Genève, à Lausanne et au Pagus equestricus, avec des notes géographiques et diplomatiques, Ibid., 1784.
- Observations sur la Valteline et sur les terres que l'abbaye de Saint-Denis, en France, possédait dans ce pays sous l'empire de Charlemagne et de ses successeurs, dans les Preuves des tableaux topographiques, etc., de la Suisse, Paris ; in-fol°.
- (de) Observations sur un titre original de l'an 1255, dans lequel sont nommées les villes de Zurich, de Lucerne, de Zug, de Klingenau et de Meyenberg, dans le Muséum de la Suisse, Zurich, 1787, in-8°, 8e partie.

Mémoires lus à l'Académie des inscriptions et belles-lettres
- Quelles étaient les différentes acceptions des titres de {{grec}} et {{grec}} {{grec}}[2], que plusieurs villes prennent sur les médailles? Le droit d'asile devait-il toujours son origine à la religion? Son étendue était-elle partout la même ; à qui était confié le soin de le maintenir? Quels sont les asiles qui ont subsisté sous la domination des Romains et quand ont-ils été abolis?
- Examen critique de l'histoire de Marie d'Aragon, femme d'Othon III.Dans ce mémoire, lu à l'Académie des inscriptions et inséré, 1756, t. 23, p. 220, dans le recueil de cette compagnie, l'auteur discute le fait historique suivant, qui lui paraît avoir été pris dans ce que la Genèse raconte de Joseph et de la femme de Putiphar. Selon Godefroi de Viterbe, qui écrivait vers la fin du XIIe siècle, Marie d'Aragon, femme de l'empereur Othon III, fit des propositions honteuses à un seigneur de la cour, qui les repoussa ; accusé par la princesse, il fut mis à mort par ordre de l'Empereur. La veuve de ce seigneur, ayant fait connaître l'innocence de son mari, demanda vengeance, et la reine fut punie de mort. Deux tableaux, peints par le célèbre Holbein représentent cet événement, qui est expliqué par d'anciens vers flamands. Zurlauben, s'appuyant des historiens contemporains, démontre l'absurdité de cette fable.
- Histoire d'Arnaud de Cervole dit l'Archiprêtre.Dans ce mémoire, lu à l'Académie des inscriptions en 1754, et inséré, 1759, t. 25, p. 153, Zurlauben raconte les aventures d'Arnaut, un des partisans les plus entreprenants qu'ait vus le XIVe siècle.
- Abrégé de la vie d'Enguerrand VIIe du nom, sire de Coucy, avec un détail sur son expédition en Alsace et en Suisse. Ce mémoire, lu en 1757, est inséré dans le tome 25, p. 168.
- Sur une défense antique. Ce mémoire, lu en 1763, est inséré dans le tome 31, p. 301.
- Observations critiques sur la notice des diplômes, publiée par l'abbé de Foy, lues en 1766 et insérées dans le tome 34, p. 170. Zurlauben fait voir que l'auteur a copié aveuglément les Stemmata Lotharingiœ ac Barri ducum, Paris, 1580, in-fol°., par Rosières, et que la plupart des pièces diplomatiques sont, dans l'un et l'autre compilateur, ou d'une origine douteuse, ou falsifiées.
- Charte de l'an 1553, qui prouve qu'Adalbert, comte de Habsbourg, bisaïeul de l'empereur Rodolphe Ier, était fils de Werner, comte de Habsbourg, avec une dissertation historique et critique, lue au mois de mai 1764 et insérée dans le tome 35, p. 677.
- Observations historiques sur l'origine et le règne de Rodolphe Ier, roi de la Bourgogne transjurane, et sur l'étendue de ce royaume, insérées dans le tome 36, p. 142.En commençant ce mémoire, Zurlauben annonce qu'il y examinera de quelle maison est sorti Rodolphe Ier, qui, en 808, fonda le royaume de la Bourgogne transjurane. Il devait continuer cet examen sur les autres points qui ont rapport à l'histoire de ce royaume.
- Sur le tombeau du duc Conrad, fondateur du chapitre de Limbourg sur la Lahn, lu en 1768 et inséré t. 36, p. 539.
- Sur une inscription dédiée à Mercure Marunus, découverte à Baden, en Argovie, Ibid., p. 163.
- Sur une traduction allemande d'Onosander, imprimée à Mayence, 1532, in-fol°. Cette traduction, que Schwebel n'a point connue, a un chapitre entier qui n'est ni dans les éditions du texte grec ni dans les versions publiées jusqu'à présent.
- Sur une traduction française de Valère-Maxime, Ibid.Zurlauben avait découvert dans l'abbaye bénédictine de Rheinau, en Suisse, la traduction française de Valère-Maxime, commencée par Simon de Hesdin, d'après les ordres du roi Charles V, et terminée par Nicolas de Gonesse : elle est en deux volumes in-fol°., écrite sur papier, à l'exception de quelques feuilles en parchemin, avec des peintures dont les couleurs vives se sont très bien conservées. Zurlauben dit avoir vu dans la bibliothèque des jésuites, à Louvain, une traduction française de Valère-Maxime, en 2 volumes in-fol°., manuscrite et dédiée à un roi Charles. Le caractère lui parut être du XIVe siècle.
- Sur un titre original de l'an 913, donné par Hatton Ier, archevêque de Mayence, Ibid., p. 166.
- Observations sur le recueil qui a pour titre : Formulas Alsaticœ, d'après un manuscrit de l'abbaye bénédictine de Rheinau, Ibid., p. 176.Ces formules, au nombre de vingt-sept, étaient particulièrement destinées au royaume d'Austrasie, comme celles de Marculphe, furent rédigées d'après les usages de Paris et de la Bourgogne. Le recueil de Rheinau contient non seulement des formules, mais encore des lettres inédites, précieuses pour l'histoire.
- Vision de Charles le Gras, roi de France et d'Italie, lu le 7 juillet 1769 et inséré, Ibid., p. 207.Le moine de Saint-Denis et d'autres chroniqueurs ont attribué à Charles le Chauve cette vision célèbre dans l'histoire française. Zurlauben, prenant en main les manuscrits dans lesquels elle se trouve et comparant les faits, montre clairement qu'elle ne peut avoir rapport qu'à Charles le Gros.
- Observations sur un manuscrit de la bibliothèque du Roi qui contient les chansons des trouvères ou troubadours de la Souabe ou de l'Allemagne, depuis la fin du XIIe siècle jusque vers 1330, lu en 1773 et inséré t. 40, p. 154. Ce recueil est le célèbre manuscrit de Manesse (no 7266 de la bibliothèque de Paris), dont Zurlauben donne l'histoire, avec ses détails bibliographiques et littéraires.
- Mémoire sur le traité de Dijon, lu en 1774 et inséré t. 41, p. 726.Ce mémoire a rapport à un fait important de l'histoire de France. Les Suisses, vainqueurs à Novare, pénétrèrent en Bourgogne et vinrent mettre le siège devant Dijon. La Trémouille, trop faible pour tenir dans la place et ne voyant pas ce qui pourrait retenir les Suisses après l'avoir prise et les empêcher d'aller jusqu'à Paris, entra en négociation et conclut avec eux (13 septembre 1513) un traité que Louis XII reconnut bien malgré lui. L'acte original, écrit en allemand sur parchemin, fut découvert dans le siècle dernier[Lequel ?], chez un paysan, sur les bords du lac de Zurich, d'où il parvint dans la bibliothèque du président Bouhier, à Dijon. Zurlauben en a publié la traduction française accompagnée de notes, ainsi que le rapport de la Trémouille et la lettre de Louis XII, en confirmation du traité.

Manuscrits
- Phalantide, ou les Aventures de Phalantus, législateur de Tarente, poème en douze chants, d'après le Télémaque allemand.
- Histoire des Suisses et de leurs alliés, avec des notes historiques et critiques, depuis l'origine de ce peuple jusqu'à la mort de Rodolphe III, dernier roi de la Bourgogne transjurane, et continuée jusqu'à la fin du XIIIe siècle.

Voir Zapf (de) Monumenta anecdota historiam Germaniae illustrantia ; Leonhard Meister, Hommes célèbres de l'Helvétie ; Meister, Notices biographiques, Zurich, 1784, t. 2, et surtout l'historien de la Suisse, Jean de Millier, qui a su, mieux que personne, apprécier les services que Zurlauben a rendus aux lettres et aux sciences.

## Source
« Béat Fidèle Antoine Jean Dominique de La Tour-Châtillon de Zurlauben », dans Louis-Gabriel Michaud, Biographie universelle ancienne et moderne : histoire par ordre alphabétique de la vie publique et privée de tous les hommes avec la collaboration de plus de 300 savants et littérateurs français ou étrangers, 2e édition, 1843-1865 [détail de l’édition].